# Personaggi di Final Fantasy XV
Questa è la pagina di tutti i personaggi presenti nel videogioco action JRPG Final Fantasy XV, uscito il 29 novembre 2016.

## Personaggi principali

### Noctis Lucis Caelum
(ノクティス・ルシス・チェラム?, Nokutisu Rushisu Cheramu)
Il protagonista del gioco è il primogenito di re Regis ed è l’erede al trono destinato ad essere il 114esimo sovrano di Lucis. Prescelto dal Cristallo per salvare il mondo e garantire un futuro all’umanità, Noctis è tuttavia messo alla prova sin dall’infanzia, quando a causa di una ferita perde parte dei suoi poteri innati. Quando viene deciso il suo matrimonio con Lunafreya, lascia la città di Insomnia per mettersi in viaggio e raggiungerla a bordo dell’automobie del padre, la Regalia, insieme ai suoi tre migliori amici. Lontano dalla capitale del Regno protetta dalla barriera magica e senza contatti con l’esterno, scoprirà un mondo sconosciuto e, a sua volta, si ritroverà a essere un Principe a tutti gli effetti, ma il cui volto è noto a pochi.
L’assalto a tradimento compiuto dall’impero di Niflheim priva Noctis della sua terra, dei suoi affetti e del Cristallo. Tra il dolore e lo sgomento, per il Principe comincia così un nuovo cammino per ottenere i poteri di cui ha bisogno per essere all’altezza del nuovo ruolo che si trova improvvisamente a rivestire.
A distanza di dieci anni trascorsi a nutrire l’Anello con la luce del Cristallo, Noctis è l’unica speranza che rimane al mondo in preda all’oscurità. Ora, per assecondare il suo destino e garantire un futuro all’umanità, il vero Re è pronto a tornare a Insomnia e riconquistare il proprio trono, a costo di qualsiasi sacrificio.
Il nome completo di Noctis si può tradurre come "Cielo della luce della notte"(oppure "Cielo della notte della luce") e il suo soprannome è "Noct". Noctis maneggia molte armi, come ad esempio spade, lance e pistole. Le controlla con la telecinesi grazie al potere del Cristallo, utilizzandole sia per attacco sia per difesa. Noctis ha anche la capacità di teletrasportarsi o spostarsi improvvisamente ad alta velocità.
La personalità di Noctis è molto diversa da quella di tutti gli altri personaggi della serie Final Fantasy ed è frutto di un'idea che Nomura voleva provare da tanto tempo. In passato, i protagonisti non avevano mai ricevuto personalità forti, relegando quelle distintive al cast di supporto. Noctis è "anomalo" rispetto a questa tradizione (parole di Nomura): anche se il suo carattere si dice sia difficile da definire data la sua complessità, egli sorride ed è più aperto con i suoi amici. La conferma viene da Nomura stesso, il quale dice che Noctis non è per niente un ragazzo silenzioso e cupo.

### Gladiolus Amicitia
(グラディオラス・アミシティア?, Guradiorasu Amishitia)
Primogenito della famiglia Amicitia che da generazioni difende la Casa reale in qualità di Scudo del Re. Dedito alle arti del combattimento sin da quando era bambino, Gladiolus è stato il primo a insegnare l’uso della spada a Noctis. Nello stesso tempo, ha continuato ad addestrarsi per fare parte della guardia reale, di cui è diventato membro ufficiale a 18 anni. Partito insieme a Ignis e Prompto al seguito del Principe quando una delle clausole del trattato di pace con l’Impero ha stabilito il matrimonio di Noctis e Lunafreya, Gladiolus ama molto la vita all’aperto e ha un innato talento per l’esplorazione.
“Scudo del Re” è il titolo conferito a chi svolge il ruolo di guardia personale del Re, posizione basata su un rapporto di fiducia profondo e speciale con il sovrano. Sulle orme del padre Clarus, che fu Scudo di re Regis, Gladiolus espresse ben presto il desiderio di diventare Scudo di Noctis, riconoscendone più di ogni altro le potenzialità e la forza latente. Consapevole dell’importanza della propria funzione e scoraggiato dalla sconfitta infittagli da Ravus, Gladiolus non ha esitato a mettersi alla prova per diventare più forte ed essere all’altezza del nome che porta, ed è per questo che si addentra, con l’aiuto di Cor, nelle rovine sotto la Faglia di Cauthess, dove solo pochi guerrieri riuscirono a sopravvivere alla dura prova. Possiede due cicatrici in fronte in seguito allo scontro con Gilgamesh.
Durante i dieci anni di assenza di Noctis, in attesa del grande ritorno, ha dedicato sé stesso alla caccia ai daemon. Quando finalmente giunge il momento di tornare a Insomnia insieme al vero Re, lo Scudo è pronto e determinato più che mai a proteggere Noctis da qualsiasi minaccia, affinché possa portare a termine la propria missione.

### Ignis Scientia
(イグニス・スキエンティア?, Iguniso Sukientia)
Ignis fa parte della famiglia Scientia al servizio della Casa reale di Lucis e affianca Noctis sin da quando aveva sei anni. Da allora, anche dopo essere diventato membro della guardia reale, si è sempre occupato degli aspetti più quotidiani della vita del Principe e quando insieme a lui e agli altri amici ha lasciato Insomnia in quello che sarebbe poi diventato il viaggio più importante della loro vita, ha assunto il ruolo di autista della Regalia e si è preso cura del gruppo dedicandosi alla cucina e al reperimento di fondi. Colto e affidabile, Ignis rivela il proprio carattere anche quando si impegna ai fornelli: razionale e metodico, elabora personalmente ogni ricetta fino a ottenere il sapore perfetto per ogni piatto.
Quando Noctis perde conoscenza dopo aver affrontato l’Abissale ad Altissia, Ignis si precipita per le vie della città nella speranza di potergli offrire aiuto prima che sia troppo tardi. A sbarragli il cammino, tuttavia, ci sono le forze imperiali e, tra feroci combattimenti, la situazione degenera a tal punto da costargli la vista. A differenza delle ferite riportate in battaglia, la sua vista non dà segni di miglioramento nemmeno col passare del tempo, compromettendo così il suo ruolo al fianco del futuro Re. Pur sempre determinato, ma in cuor suo tormentato dall’incertezza, Ignis vive momenti difficili, che però non gli impediscono di continuare a cercare ogni volta la soluzione migliore.
Nei dieci anni trascorsi in assenza di Noctis, Ignis non ha mai lesinato gli sforzi per riuscire a convivere con la propria cecità e i risultati del lungo cammino sono sorprendenti: affinare gli altri sensi è servito a recuperare, se non a migliorare, l’autonomia di un tempo sia nella vita quotidiana, ai fornelli, ma anche in battaglia. Ora, Ignis è pronto ad affiancare il vero Re nel grande scontro finale.

### Prompto Argentum
(プロンプト・アージェンタム?, Puronputo Ājentamu)
Cresciuto a Insomnia in una famiglia come tante altre nella capitale di Lucis, Prompto è diventato amico di Noctis a scuola, ai tempi delle superiori. Addestrato piuttosto frettolosamente dalla guardia reale nell’uso delle armi da fuoco, il ragazzo si è unito al Principe e ai suoi fidati compagni quando fu decisa la partenza da Insomnia. Anche se non è sempre un combattente eccelso, Prompto cerca di rendersi utile in ogni modo, soprattutto tenendo alto il morale del gruppo in viaggio e immortalandone i momenti più belli grazie al suo talento per la fotografia.
È però originario di Niflheim, dove fu creato in laboratorio per essere utilizzato in sperimentazioni magitek a fini militari contro Lucis. A salvarlo dal proprio destino fu una spia di Lucis che, infiltratasi nella struttura di ricerca, riuscì a liberare il piccolo e a condurlo via con sé per poi affidarlo a una famiglia nella capitale del Regno. Consapevole del proprio passato, teme di perdere ciò a cui tiene di più: l’amicizia di Noctis e del gruppo. Ciò nonostante, deciso a essere sincero con sé stesso e con gli altri, è pronto a confidare il proprio segreto.
Per poter essere al fianco di Noctis e realizzare insieme a lui la promessa di abbattere tutti i muri e salutare l’alba di un mondo nuovo, Prompto trascorre i dieci anni lontano dal Principe dedicandosi anima e corpo a combattere, affinando le sue abilità tanto da riuscire ad affrontare i daemon anche da solo. Al ritorno del vero Re, quando il gruppo è diretto a Insomnia, Prompto è determinato a dare ancora una volta prova della sua amicizia facendo del suo meglio fino alla fine.

### Regis Lucis Caelum CXIII
(レギス・ルシス・チェラム113世?, Regisu Rushisu Cheramu Hyakujūsansei)
113esimo sovrano di Lucis e padre di Noctis, Regis si è sempre distinto per la propria forza e saggezza. Grazie al potere del Cristallo, per tre decenni ha difeso la città di Insomnia proteggendola con una barriera magica, che però richiede un inimmaginabile dispendio di energie, causando l’invecchiamento precoce del Re: ora Regis è talmente indebolito da essere costretto a fare uso del bastone per camminare. Nonostante l’affaticamento, il sovrano non ha però mutato il suo carattere e amorevole e quando saluta il figlio in partenza in vista del matrimonio, lo fa con il sorriso, pensando al futuro del suo popolo e di suo figlio.
Consapevole di non essere più in grado di sostenere la barriera a lungo, Regis accetta di siglare l’armistizio prontamente propostogli dal Cancelliere di Niflheim, pur avendo intuito che si tratta di una farsa. Come previsto, la capitale del Regno viene presa d’assalto dagli imperiali e, quando i soldati fanno irruzione nel palazzo reale, Regis e il suo fidato Clarus sono pronti a combattere. L’esito, tuttavia, è disperato: dopo aver perduto Clarus sul campo, il Re si batterà con tutte le forze che gli restano, ma verrà ucciso per mano del generale Glauca.

### Lunafreya Nox Fleuret
(ルナフレーナ・ノックス・フルーレ?, Runafurēna Nokkusu Furūre)
Sorella di Ravus e figlia della Regina di Tenebrae, Sylva Nox Fleuret. Ultima discendente della famiglia Fleuret di Tenebrae, territorio divenuto parte dell’Impero, Lunafreya è l’attuale Sciamana, in grado di comunicare con gli dei e di intercedere presso di loro per alleviare il dolore di chi soffre. Amata e venerata in tutto il mondo, è simbolo di pace e, su decisione di Niflheim, è tenuta a convolare a nozze con il principe Noctis ad Altissia.
Benedetta alla nascita dalla presenza di una dei 24 Messaggeri, Lunafreya ha dimostrato sin dalla più tenera età un’eccezionale attitudine a svolgere il proprio ruolo di Sciamana. Destinata per vocazione a stabilire alleanza con i Siderei per favorirne le rivelazioni al Prescelto, a Lunafreya viene affidato anche l’Anello di Lucis da re Regis in persona, per trarlo in salvo dalla capitale Insomnia colpita a tradimento.
Stabilita l’alleanza con l’Abissale Leviatano, Lunafreya viene uccisa da Ardyn, il Cancelliere imperiale. Negli ultimi istanti di vita, la ragazza raduna tutte le proprie forze per liberare il potere degli antichi sovrani custoditi nei mausolei di Eos e risvegliare Noctis per consegnargli l’Anello. Seppure viva nel ricordo di ognuno, la perdita di Lunafreya lascia un vuoto incolmabile nel cuore di tutti.
Il suo personaggio rappresenta uno dei tre grandi pilastri della storia, il vincolo tra un'eroina e le persone del mondo. Anche se è sentimentalmente coinvolta con Noctis, la loro relazione è complessa e non è una "generica storia d'amore". È stato affermato che il loro legame è simile a quello tra Noctis e i suoi amici o come quello tra lui e suo padre. Luna è stata presentata come una presenza che supporta Noctis nel compimento del proprio destino, "il tipo di persona che vorresti incontrare ma che sembra sempre più lontana".

## Personaggi secondari

### Cor Leonis
(コル・リオニス?, Koru Rionisu)
A capo della guardia reale, Cor è considerato uno dei più grandi combattenti di Lucis insieme a Clarus e Drautos e, con la sua spada che racchiude il potere di re Regis, ha sfidato più volte la morte guadagnandosi meritatamente l’appellativo di “Immortale”. Quando le forze imperiali stanno per prendere Insomnia d’assalto, è a Cor che il Re dimostra incrollabile fiducia affidandogli il compito di condurre la popolazione in salvo. Una volta allontanandosi dalla capitale, sarà Cor a mettersi in contatto con Noctis e, in seguito, a rivelargli le volontà del padre.
Addifabile al fianco di re Mors, del suo successore Regis e poi di Noctis, Cor non ha esistato, in passato, a sottoporre a critiche l’operato di Regis quando questi si vide costretto alla ritirata da Accordo. Questo suo carattere impulsivo lo rese inviso a molti, ma Regis, al contrario, apprezzandone la sincerità e il valore, lo promosse a sua guardia personale. Cor, a sua volta, da allora si è dedicato con sempre maggior impegno al suo nuovo ruolo, tanto da giurare eterna fedeltà all’attuale sovrano e all’erede al trono.

### Ardyn Izunia
(アーデン・イズニア?, Āden Izunia)
Antagonista principale del gioco. Definitosi un uomo di nessuna importanza, Ardyn in realtà è più potente di quanto lasci immaginare. Nelle vesti di Cancelliere di Niflheim sovrintende al controllo delle più alte cariche politiche e di ricerca scientifica dell’Impero.
Quando compare improvvisamente durante la rivelazione di Leviatano ad Altissia, Ardyn si libera di ogni alone di mistero e uccide Lunafreya a sangue freddo proprio davanti agli occhi di Noctis. In questo modo dimostra apertamente la propria ostilità nei confronti del Principe, ma nulla si sa dei motivi che lo hanno spinto ad agire.
Il suo vero nome è Ardyn Lucis Caelum, ed è l’uomo che sarebbe dovuto diventare il primo re di Lucis, ruolo che alla fine è ricaduto su suo fratello Somnus. Quando si trovò al cospetto del Cristello dopo aver salvato innumerevoli vite umane attirando dentro di sé il male che dava origine ai daemon, fu rifiutato perché considerato impuro.
Inizialmente però, esattamente duemila anni fa, Ardyn era un uomo pacifico e provava un sentimento d’amore nei confronti di Aera Mirus Fleuret, la prima Sciamana di Tenebrae. Successivamente, fu imprigionato ad Angelgard, venne trovato da Verstael e dall’Impero di Niflheim dove venne sottoposto a degli esperimenti scientifici. Dopo aver ottenuto l’invocazione dell’Ardente Ifrit, venne subito a conoscenza del suo tragico destino. E portandosi dietro l’insicurezza dei suoi poteri daemoniaci, tenta di salvare Aera ma alla fine, per mano di Somnus, fu costretta ad ucciderla. Sentitosi tradito, da allora Ardyn nutre un odio profondo nei confronti della Casa reale di Lucis e ora attende di vendicarsi su Noctis, il Prescelto destinato a essere il vero Re.

### Gentiana
(ゲンティアナ?, Gentiana)
Creatura soprannaturale che, in qualità di Messaggera divina, ha assunto le sembianze umane di una ragazza. Quando Lunafreya era ancora bambina, giunse al suo fianco per onorarne le straordinarie capacità e da allora veglia amorevolmente su di lei per guidarla e favorire il cammino del futuro Re di Lucis. In passato, si recò più volte anche a Insomnia, ma della sua presenza vennero a conoscenza solo Noctis e poche altre persone.
Constatata ancora una volta l’amorevole benevolenza della Sciamana nei confronti dell’umanità intera e la sua salda determinazione a seguire la propria vocazione, Gentiana si avvicina a Lunafreya non più come Messaggera, ma come amica. Gentiana è in realtà l’incarnazione terrena della Glaciale Shiva e tramite la rivelazione consegna a Noctis, insieme al tridente, le proprie speranze per un mondo migliore, trasmettendogli i sentimenti della Sciamana.

### Ravus Nox Fleuret
(レイヴス・ノックス・フルーレ?, Reivusu Nokkusu Furūre)
Primogenito della famiglia Fleuret da cui provengono le Sciamane, Ravus è il fratello maggiore di Lunafreya. 12 anni fa, Tenebrae, la sua terra, fu colpita per mano degli imperiali e in quell’occasione Ravus perse anche la madre Sylva. Pieno di rancore nei confronti di re Regis colpevole, secondo Ravus, di non aver fatto niente per aiutare né la madre né lui, si schiera dalla parte di Niflheim. Durante l’assalto a Insomnia, Ravus tenta di rivalersi su Regis e riesce a infilarsi al dito l’Anello di Lucis, ma la mano e il braccio sinistro gli si inceneriscono, costringendogli quindi a portare una protesi d’acciaio. Ora, sulle orme del generale Glauca, guida l’esercito nelle vesti di Comandante supremo e ne dirige le operazioni contro i Siderei.
Quando l’intervento militare dell’impero ad Altissia fallisce con pesanti perdite, Ravus è ritenuto il solo responsabile dell’accaduto e, secondo le notizie diffuse, viene giustiziato. Ripercorrendone il cammino, le scelte di Ravus possono sembrare incongruenti, prima tra tutte quella di schierarsi dalla parte dell’Impero nonostante i fatti accaduti a Tenebrae. Ma Ravus è sempre stato mosso dall’obiettivo di proteggere sua sorella e cercare di garantirle un po’ di felicità.
Scoraggiato dall’inadeguatezza di Noctis, Ravus conduce l’esercito con lo scopo di mettere personalmente fine alle tenebre che soffocano il pianeta. Quando però ha occasione di parlare con Lunafreya, le parole della sorella lo convincono del valore del Principe e Ravus capisce di dover consegnare a Noctis la spada di Regis, quando sarà il momento. Questa sua decisione, tuttavia, non potrà essere attuata: ucciso da Ardyn (sotto le sembianze del Principe), Ravus subirà una trasformazione daemonica che lo priverà della sua volontà.

### Aranea Highwind
(アラネア・ハイウィンド?, Aranea Haiwindo)
Aranea, nata e cresciuta a Niflheim, arriva a essere nominata Capitano dell’87ª flotta aerea imperiale dopo essere entrata nell’esercito assoldata come mercenaria. Oltre a essere straordinariamente agile e ad avere un’eccezionale capacità di mantenersi in equilibrio in aria, Aranea sa padroneggiare come nessun altro la sua lancia magitek e, grazie allo stabilizzatore d’inerzia di cui è dotata, eccelle nei combattimenti aerei, tanto da meritare l’appellativo di “dragone”.
In disaccordo con le politiche di Niflheim che hanno portato all’invasione di Lucis e favorito sempre più gli studi sui daemon, Aranea comincia a provare distacco nei confronti dell’esercito, dal quale si congeda definitivamente in seguito alla strage di civili durante l’operazione contro Leviatano. Ciò non significa che il “dragone” abbia smesso di combattere. Oggi, Aranea mette le sue doti di guerriera al servizio degli indifesi, eliminando i daemon e annientando i soldati magitek fuori controllo.

### Iris Amicitia
(イリス・アミシティア?, Irisu Amishitia)
È la sorella minore di Gladiolus, nata otto anni dopo di lui. Data la posizione della sua famiglia, conosce Noctis sin da quando era bambina e sa che in lui, spesso considerato inadatto a salire al trono, c’è una grande forza, e una grande generosità. Quando Insomnia è stata attaccata dalle forze imperiali, fortunatamente la ragazza è riuscita a mettersi in salvo e a trovare rifugio a Lestallum grazie all’aiuto di Monica e Dustin.
Iris ha conosciuto Noctis quando lei aveva cinque anni. Incuriosita dalle parole del fratello incaricato di addestrare il Principe, la bambina decise infatti di recarsi a palazzo per incontrario. Nell’attesa, però, si ritrovò a inseguire un gatto e, sulle sue tracce, si allontanò e finì col perdersi. Fu proprio Noctis a ritrovarla e da allora Iris nutre verso di lui un affetto speciale mai confessato. Degno membro della famiglia Amicitia, Iris dimostra spiccate doti in battaglia e, pur avendo ancora molto da imparare, si dedica anche al cucito.

### Jared Hester
Cordiale e premuroso, Jared è stato per lungo tempo a servizio come maggiordomo presso casa Amicitia e questo gli ha permesso di venire a contatto anche con la famiglia reale e Noctis. Fuggito insieme a Talcott e Iris dopo l’assalto imperiale alla capitale, ora vive a Lestallum insieme a loro. Profondo conoscitore di tradizioni e miti, il suo sapere è raccolto in un prezioso quaderno scritto per l’adorato nipote Talcott.
Amato da tutti per il suo carattere affabile, ma anche per l’integerrima correttezza e l’inflessibile fermezza d’animo, Jared ha continuato a essere fedele alla famiglia Amicitia seppur indebolito a causa dell’interrogatorio del comandante imperiale Caligo, l’anziano maggiordomo non ha mostrato esitazioni. Poi alla fine, venne ucciso dagli Imperiali.

### Talcott Hester
Talcott è il nipote di Jared Hester, il maggiordomo a servizio della casa Amicitia e, cresciuto godendo dell’affetto del nonno, di Gladio e di Iris, è un bambino sincero e curioso. Quando la capitale di Lucis viene attaccata dagli Imperiali, riesce a fuggire e a raggiungere Lestallum insieme agli altri grazie a Monica e Dustin. Grande ammiratore di Noctis sin da piccolo, non vede l’ora di potersi rendere utile in qualche modo.
Superando il dolore per la perdita del nonno, Talcott cresce con un carattere pacato rispetto ai suoi coetanei, ma per fargli sprigionare l’entusiasmo tipico della sua età è sufficiente introdurre un argomento che gli sta davvero molto a cuore: i kyactus da collezione.

### Monica Elshett
Monica, precedendo Ignis e Gladio, fa parte della guardia reale ai comandi di Clarus. Spesso in missione insieme al suo insostituibile collega Dustin, è proprio con lui che Monica ha messo in salvo Iris e gli altri conducendoli a Lestallum in seguito all’assalto imperiale alla capitale Insomnia. Attualmente, grazie anche alle direttive di Cor, è impegnata nel sostenere Noctis nel suo viaggio.
Monica è una delle migliori guardie reali non solo per le spiccate capacità che dimostra quando combatte, ma anche per altre doti, prima tra tutte la bravura in cucina: i suoi piatti sono apprezzati da tutti. Seppur di carattere a volte un po’ impositivo, la ragazza sa prendersi cura degli altri, e forse solo per questo vanta numerosi ammiratori. Questi ultimi, in particolare, se da una parte nutrono un affetto speciale nei confronti di Monica, dall’altra prendono di mira con la loro gelosia il povero Dustin, colpevole di essere spesso al fianco di Monica in missione.

### Dustin Ackers
Dustin, come la sua collega Monica, fa parte della guardia reale alle dirette dipendenze di Clarus. Uomo di poche parole, non si può definire particolarmente estroverso né brillante, ma di certo spicca tra i suoi colleghi per la serietà e l’impegno con cui svolge il proprio lavoro. Insieme a Monica, è agli ordini di Cor, e anche lui ha contribuito a mettere in salvo Iris e gli altri in seguito all’assalto di Insomnia. Spesso gli vengono affidate missioni in coppia proprio con Monica, evidentemente perché i due si bilanciano bene anche caratterialmente.

### Cindy Aurum
(シドニー・オールム?, Shidonī Ōrumu?, lit. Cidney Aurum)
Cindy, che si fa notare per la sua bravura come meccanico esperto dell’officina di Hammerhead, ma anche per la sua bellezza, subì un grave lutto quando era ancora bambina perdendo entrambi i genitori. Cresciuta insieme al nonno Cid, forse è stato proprio il vederlo sempre al lavoro su macchine e motori ad accendere in lei la passione per le auto. Di carattere allegro e gioviale, la ragazza non si risparmia quando si tratta di risolvere i problemi dei suoi clienti che, a loro volta, giungono ad Hammerhead anche da zone lontane.
La madre di Cindy, Melba Aurum, apparteneva a una famiglia altolocata che un tempo risiedeva nel quartiere residenziale di Keycatrich. Sposatasi con Mid Sophiar, il figlio di Cid, la coppia ebbe una meravigliosa bambina, ma la loro felicità non era destinata a durare a lungo. Una notte, infatti, l’auto su cui i due viaggiavano fu attaccata dai daemon e per Melba e Mid non ci fu speranza. Fu così che Cindy, ancora bambina, rimase orfana.

### Cid Sophiar
(シド・ソフィア?, Shido Sofia)
Prima di aprire la propria officina ad Hammerhead, Cid è stato il meccanico ufficiale della Casa reale di Lucis e si è occupato per lungo tempo della manutenzione della Regalia. Fu proprio a bordo di quest’ultima che Cid intraprese un viaggio con re Regis e altri suoi compagni. Alla fine del viaggio, tuttavia, il rapporto di amicizia tra il meccanico e il sovrano si incrinò a causa delle diverse opinioni riguardo all’accoglienza dei profughi. Lasciata la capitale, passeranno molti anni prima del riappacificamento, ma ora Cid è pronto ad aiutare in tutti i modi il figlio del suo vecchio amico.
Re Regis non era esattamente un autista provetto e anche in occasione del suo viaggio non mancò di mandare in panne l’auto non appena fuori dalla barriera della capitale. Fortunatamente riuscì ad arrivare a un’officina che si trovava proprio dove oggi c’è Hammerhead. Lì, come ammonimento a guidare con più attenzione, Cid gli affidò il martello usato per riparare la Regalia. E il martello ebbe effetto, infatti il Re cominciò a impegnarsi di più nella guida, migliorando così tanto da restituire il martello a Cid come promessa che non ci sarebbe più stato bisogno di riparazioni.

### Takka Bradham
Takka è il proprietario del Pit Stop, il punto di ristoro di Hammerhead. Sotto l’aspetto un po’ burbero, nasconde un carattere tenero, ma anche alquanto teso. Perduta l’intera famiglia a causa della guerra, fu aiutato da Cid e, a trent’anni di distanza, Takka deve al meccanico tutto ciò che è riuscito a diventare. Sempre pronto a sdebitarsi, accetta subito l’incarico di Cid e manda Noctis e gli altri in cerca di ingredienti. E, a proposito di cibo, non manca mai di consigliare al Principe un bel piatto di verdura e legumi, giusto per contribuire a una dieta un po’ più equilibrata.
Nato a Keycatrich Takka perse la famiglia a causa della guerra, in seguito al restringimento della barriera magica. Dopo aver trascorso qualche tempo allo sbando con una gang di delinquenti, il ragazzo decise di scappare per cambiare vita, ma si ritrovò ancora costretto a dover rubare per mangiare, vivendo un continuo susseguirsi di eventi sfortunati. Forse è proprio questo passato pieno di problemi la causa della tensione che ancora oggi fa sobbalzare Takka davanti a chiunque o al minimo rumore. Sorpreso da Cid a compiere un furto ad Hammerhead, è stata la lezione ricevuta dal meccanico a metterlo sulla strada giusta.

### Dave Auburnbrie
Dave, il veterano a capo dell’Associazione venatoria Meldacio, è il punto di riferimento per tutti i cacciatori. Sempre disponibile, si prodiga anche nei confronti di chi purtroppo ha perso la vita sul campo e si impegna a ritrovarne la piastrina di identificazione per consegnarla alle famiglie. Tutti lo considerano adatto al suo ruolo di capo sia per le grandi capacità che per il carattere, ma c’è chi non la pensa come gli altri: Ezma, sua madre, non lo ritiene all’altezza.
In missione per recuperare una piastrina nella foresta di Malmalam, dove i cacciatori non possono inoltrarsi, Noctis incontra Kimya, la zia di Dave, e parlando con lei capisce che Dave è troppo ligio ai regolamenti: li segue senza chiedersi se siano effettivamente giusti oppure sia giunto il momento di cambiarli. Le parole della zia sapranno smuovere il capo della Meldacio che, oltre a correre a destra e a manca per rafforzare ancora di più l’Associazione, cercherà di riappacificare sua madre Ezma e la zia Kimya.

### Dino Ghiranze
Dino è un giornalista che lavora per la casa editrice Meteor, facendo del molo di Galdin la propria base. Il suo sogno, però, è l’arte orafa, che trova espressione in gioielli creati con pietre preziose finemente lavorate. Sotto entrambi gli aspetti del lavoro e del sogno, Galdin è il luogo ideale per Dino: crocevia di notizie da diffondere in tutto il continente e punto di collegamento con Accordo, terra nota per le sue bellezze artistiche.
Nonostante possa apparire poco affidabile, Dino si rivela un uomo che nutre grandi ideali: il suo sogno di diventare orafo professionista nasce dal desiderio di creare un anello che possa liberare l’umanità dall’incubo dei daemon. L’arte esprime anche i sentimenti di Dino, attraverso un altro anello, questa volta da donare a una ragazza speciale, tanto ammirata e amata segretamente da tempo.

### Coctura Arlund
Proprietaria e chef del ristorante Da Perla, Coctura è giunta a Galdin su invito delle autorità locali, per contribuire a trasformare il molo da villaggio di pescatori a località turistica. La bontà dei suoi piatti è testimoniata dalle ordinazioni che fioccano incessanti, e garantita dal continuo impegno che Coctura dedica alla cucina e all’innovazione. Spronata a fare sempre meglio dalla tacita competizione con il Maagho di Altissia, l’evoluzione culinaria di Coctura non sembra avere fine.
Il talento di Coctura per la cucina si esprime al meglio nei piatti a base di pesce e questo si spiega in parte con l’esperienza acquisita in giovane età: l’attuale cuoca imparò a pulire i pesci quando era bambina, e ne pulì molti, tutti quelli pescati dallo zio Navyth. Una volta entrata nell’ambiente dell’alta cucina, Coctura seguì il consiglio di tagliare i ponti con lo zio e da allora i due non si sono più visti. Navyth, però, ancora oggi porta al collo il ciondolo che la nipote gli regalò come portafortuna.

### Wiz Forlane
Wiz è il proprietario della stazione dove alleva e noleggia i chocobo, a Duscar, ma da quando la presenza di belve e daemon si è fatta più massiccia, si dedica anche alla protezione dei chocobo selvatici. Nonostante le difficoltà dei primi tempi, l’attività ha cominciato a guadagnare fama proprio grazie ai chocobo, divenuti sempre più rari. Con i primi introiti, inoltre, Wiz ha riportato in auge le chococorse, antica prodezza competitiva di Lucis.
I chocobo furono il mezzo di trasporto più comune fino a quando non si diffusero le automobili. I chocobo neri, in particolare, veloci quanto gli attuali veicoli a motore, erano molto apprezzati come destrieri più che come animali da soma o per tragitti lunghi. Forse è proprio per questo che uno dei sogni di Wiz è riuscire ad allevare almeno un chocobo nero e poi organizzare delle corse riservate a questo straordinario pennuto.

### Sania Yeagre
Sania è una biologa spesso impegnata in ricerche sul campo su tutto il territorio di Lucis. Il suo ambito di interesse riguarda prevalentemente gli anfibi, in particolare le rane, ma ha già pubblicato i propri studi anche su riviste di storia naturale, folklore e storiografia, dimostrando così un approccio multisettoriale. Nota anche per non lasciarsi ostacolare né dal senso comune, né dalle difficoltà o dai pericoli, in questi ultimi tempi Sania cerca di dare una spiegazione di tipo biologico ai fatti che stanno accadendo.
Pochi lo direbbero a giudicare dalle apparenze, ma Sania, nipote dell’appassionato di tesori Sylvester Yeagre, vanta anche eccezionali doti quando si tratta di combattere, superando persino i migliori cacciatori. Tra questi ultimi, c’è chi sostiene che sia proprio lei “Berretto rosso, il terrore che uccide”, vale a dire la donna letale che elimina i nemici ululando nel cuore nella notte. Questa ipotesi, tuttavia, non ha ancora trovato conferma: nessuno ha mai visto Sania in azione.

### Navyth Arlund
Pescatore incallito e giramondo che non manca di visitare le zone di pesca di qualsiasi regione. Nel suo ambiente è un vero e proprio idolo, tanto da comparire sulla copertina di note riviste specializzate. Oltre a dedicare la propria vita ai pesci, Navyth sa pensare anche al prossimo, in particolare ai colleghi che condividono la sua passione. E proprio per coltivare questa passione fino in fondo, fa molto esercizio fisico, con risultati che fanno invidia ai cacciatori più allenati.
Navyth è anche uno dei maggiori esperti di animali acquatici e dei loro habitat, che conosce bene grazie ai numerosi anni vissuti all’aperto. La sua esperienza è rinomata anche tra i cacciatori, a cui è noto per le informazioni che sa fornire riguardo ai rari daemon d’acqua. Al contrario, pochi sanno che Navyth è lo zio di Coctura, con la quale ha trascorso un lungo periodo viaggiando in giro per il mondo. Da quando la nipote lavora come cuoca in ambienti raffinati, lo zio non la va a trovare per non metterla in imbarazzo, ma continua a pensare a lei e ad augurarle ogni bene.

### Holly Teulle
Ingegnere specializzata e dalla lunga esperienza sul campo, Holly lavora presso la centrale Exineris, dove si produce energia elettrica sfruttando il calore del meteorite e dei suoi frammenti. Oggi dedica tutta sé stessa alla produzione di luce in modo da tenere lontano i daemon, ma è ostacolata da problemi, soprattutto la continua carenza di manodopera, e perciò Holly si vede spesso costretta ad affidare ai cacciatori l’ispezionamento e la manutenzione delle infrastrutture fuori Lestallum.
Holly ha giurato a sé stessa di fare tutto il possibile per fermare i daemon, e questa promessa nasce da un triste aneddoto: una coppia di suoi amici perse la vita a causa dei daemon. Da allora, Holly si è sempre dedidata al lavoro anche troppo, non riuscendo a fare affidamento sugli altri. Quando, grazie all’aiuto di Noctis, capisce finalmente che il voler fare tutto da sé può essere pericoloso, insieme al proprio equilibrio Holly ritrova anche il tempo di condividere la sua esperienza con le colleghe più giovani, e di pensare a Ciny, la figlia della coppia di amici scomparsa.

### Vyv Dorden
Vyv, presidente e capo della casa editrice Meteor con sede a Lestallum, possiede anche una stazione radiofonica e non a caso viene considerato “re della comunicazione” a Lucis. Con contatti importanti nei settori chiave e nel mondo politivo, Vyv è disposto a mantenere la sua posizione anche scendendo a patti con l’Impero, che però in cuor suo disprezza per le ingiustizie e la censura che Niflheim impone.
Prima di assorbire numerose aziende, Vyv era un giovane e fiducioso aspirante giornalista. Nel suo passato però, oltre a molti chili di meno, c’è anche un’avventura indimenticabile sul vulcano Ravatogh, dove Vyv rischiò la vita e fu salvato da un cacciatore di nome Oric. Fu un’avventura che insegnò a Vyv a tenersi pronto per eventuali periodi senza cibo, ma soprattutto gli donò la grande amicizia raccontata nel Diario gastronomico di Oric che tutti, a Lucis, conoscono.

### Kimya Auburnbrie
Kimya è un’esperta di erboristeria che ha fatto parte dell’Associazione Meldacio, da cui però è stata poi allontanata per via di alcuni suoi esperimenti considerati inopportuni, e che le hanno fruttato il soprannome “strega”. Da allora, Kimya vive nella foresta di Malmalam, dove si è trasferita per continuare con le proprie ricerche e all’interno della quale è vietato l’accesso ai cacciatori. Incurante di ciò che si pensa o dice di lei, Kimya è riuscita nel suo intento e ha ottenuto una mistura che migliora l’effetto antidaemon dei rifugi.

### Ezma Auburnbrie
Presidente dell’Associazione venatoria Meldacio e madre di Dave Auburnbrie, capocaccia della medesima associazione, Ezma è una donna attiva, che coordina le attività dei suoi cacciatori con impegno e amore. A volte le operazioni si svolgono in collaborazione con la guardia reale, per salvaguardare i mausolei, e per questo Ezma ha avuto modo di conoscere anche Cor e Drautor. Protettiva di carattere, è consapevole dell’importanza del proprio ruolo, che svolge con particolare serietà perché sa che la vita del cacciatore è molto rischiosa.
Ezma era una dei pochi a consocenza della “minaccia sopita a Lucis”: spaventosi daemon imprigionati sottoterra. Ottenuta la promessa del loro sterminio da parte di re Regis al termine della guerra contro l’Impero, gli eventi presero però una piega diversa. Nonostante le difficoltà, tuttavia, è stato Noctis a tenere fede alle parole del padre e, grazie al suo coraggio, oggi il legame tra l’Associazione Meldacio, prima tra tutti Ezma, e la Casa reale di Lucis è più saldo che mai.

### Randolph
Fabbro che vive nella zona più interna di Lestallum e di cui nessuno conosce il vero nome. Vero appassionato di armi, non si accontenta di risultati nella norma, e per questo ha dedicato quasi metà della propria vita a realizzare qualcosa di davvero leggendario. Quando finalmente trova il metodo per creare armi mai viste prima, fatte per chi guiderà le sorti del mondo, Randolph vede in Noctis la persona adatta a farne uso.
Quando l’arma leggendaria è finalmente pronta, Randolph sa di essersi impegnato con tutto sé stesso per realizzarla, e per un istante pare tanto soddisfatto da non avere altri obiettivi da perseguire. Il fabbro, però, rassicura subito tutti dichiarando di essere pronto in attesa dell’occasione per la sua prossima creazione.

### Camelia Claustra
Camelia è il Primo ministro di Accordo, territorio che include diverse città divenute protettorato imperiale circa un secolo e mezzo fa, ma a cui è riconosciuta una certa autonomia locale. In gioventù, Camelia ebbe modo di aiutare Regis durante il suo viaggio e fece parte del movimento di contestazione anti-imperiale. A distanza di anni, i suoi ideali di indipendenza restano più vivi che mai e si esprimono attraverso decisioni prese con pragmatica risolutezza.

### Weskham Armaugh
Amico di re Regis e suo confidente, trent’anni fa accompagnò il sovrano nel viaggio intrapreso per ristabilire l’alleanza con Accordo, al fine di contrastare le mire espansionistiche dell’Impero reso forte dal suo esercito magitek. Un grave incidente, tuttavia, costrince Weskham a separarsi dal gruppo fermandosi ad Altissia. Tempo dopo, proprio nella città sull’acqua, Weskham aprì il ristorante Maagho, oggi divenuto meta di buongustai. E ancora oggi, Weskham è legato al Primo ministro locale, Camelia Claustra, da una profonda amicizia di vecchia data.

### Umbra
Sotto le sue sembianze canine, Umbra è uno dei 24 Messaggeri divini e, come Gentiana, è in grado di superare i limiti imposti dallo spazio e dal tempo. Spesso al fianco di Lunafreya, a lui è affidato l’incarico di tenerla in contatto con Noctis portandogli il quaderno che i due si scambiano periodicamente sin da quando erano bambini.

### Pryna
Pryna, come Umbra, è una Messaggera divina dalle sembianze canine a cui è stato affidato il compito di tenere in contatto Lunafreya e Noctis. Proprio mentre era in cammino per raggiungere il Principe, la piccola Pryna si ferì e fu soccorsa da Prompto. Questo episodio sarà l’occasione che renderà Noctis e Prompto amici per sempre.

### Iedolas Aldercapt
(イドラ・エルダーキャプト?, Idora Erudākyaputo)
Iedolas, l’Imperatore di Niflheim, è spinto dalla brama di possedere il Cristallo e la sua energia magica quando propone al Regno di Lucis un trattato di pace che metta fine alle ostilità tra i due stati. La cerimonia organizzata per siglare gli accordi venne svolta a Insomnia, la capitale reale, ma improvvisamente la città venne attaccata dagli imperiali, forti di un esercito che sfrutta l’antica tecnologia magitek di Solheim. È così che Lucis perde la sua sacra Pietra.
Iedolas è stato per molti anni un uomo politico illuminato e apprezzato per il suo buon governo; a trasformarlo completamente fu la piaga che lo colpì tre decenni or sono e che lo rese un tiranno spietato e assetato di potere. Quando Noctis riesce a raggiungere l’aerofortezza Zegnautus, di Iedolas non ci sono più tracce. Oltre a lui, anche le figure più importanti dell’Impero sono scomparse lasciando Niflheim abbandonato a sé stesso.

### Verstael Besithia
Verstael è un uomo di scienza la cui genialità sconfina nella follia al punto da preoccupare l’Impero stesso. È a lui che si deve il grande potenziamento delle forze imperiali, grazie alla progettazione e produzione su larga scala di soldati magitek basati sui dati forniti da Ardyn. Fautore dell’uso dei daemon a scopi militari, Verstael ha perseguito i propri obiettivi senza fermarsi davanti al sacrificio di vite umane. Non pago, lo scienziato sogna di creare qualcosa di ancora più grande, la più grande opera della sua vita, sprezzante di qualsiasi coscienza morale ed etica.

### Glauca
(グラウカ?, Gurauka)
Il generale Glauca è il principale antagonista del film Kingsglaive: Final Fantasy XV. È il comandante supremo delle truppe di Niflheim, e guida la Fanteria Imperiale Magitek in battaglia. È il responsabile della morte di molte persone relative ai personaggi principali, incluso il padre di Iris e Gladiolus Amicitia, Clarus Amicitia; la madre di Lunafreya e Ravus, Sylva Nox Fleuret; e il più importante, Re Regis, padre del protagonista, Noctis Lucis Caelum e Re di Lucis.

### Caligo Ulldor
Caligo, scaltro e presuntuoso Comandante imperiale, cela dietro il suo falso sorriso una crudeltà efferata che gli permette di uccidere degli innocenti senza pietà. Una tale disumanità, tuttavia, non è mai innata: nell’arco della sua lunga carriera militare, Caligo ha assistito a troppi fatti sconvolgenti, vedendo compagni di battaglia che si uccidono per una razione di viveri, soldati pugnalati alle spalle dal nemico che avevano risparmiato e militari lasciati morire in carcere per aver osato obiettare sugli ordini dei superiori.

### Loqi Tummelt
Loqi è il giovane Comandante a cui è affidato il blindato Lorica. Nonostante la poca esperienza in battaglia, nelle simulazioni esce sempre vincitore imponendosi anche sui veterani più esperti. Orgoglioso di essere figlio dell’Impero, disprezza chiunque non sia di Niflheim e nutre una particolare rivalità nei confronti di Cor l’Immortale.

### Biggs Callux
Biggs è un soldato appartenente all’87esima flotta aerea capitanata da Aranea, a cui spesso si rivolge chiamandola “Signora”. Prima di venire arruolato nell’esercito imperiale, è stato un mercenario come il suo amico Wedge. Abile e scrupoloso nell’eseguire i compiti a lui affidati, nutre tuttavia dei dubbi nei confronti dell’Impero e delle sue politiche.

### Wedge Kincaid
Soldato dell’87esima flotta aerea capitanata da Aranea, Wedge conosce la “Signora” sin dai tempi in cui era mercenario insieme all’amico Biggs. Amante della tranquillità, gli piace dedicarsi alla lettura e alla pesca, e spesso diventa il “confessore” di Biggs, prestandosi ad ascoltare i suoi interminabili discorsi quando alza il gomito. Questa sua propensione all’ascolto si esprime anche quando è in azione, compiendo fedelmente gli ordini in concentrato silenzio.

### Somnus Lucis Caelum
Somnus, conosciuto anche come Il Mistico, è il fratello minore di Ardyn, ed è il primo sovrano di Lucis.

### Aera Mirus Fleuret
La prima vera Sciamana, per volere del Belligerante Bahamut e promessa sposa di Ardyn, da Aera discendono Lunafreya e Ravus. Facendo da tramite con il divino, non lasciò mai il suo tridente e visitò ogni angolo del mondo per portare a tutti la benedizione degli dei.

## I Siderei

### Titano
Immane dio che fermò il meteorite evitando così che il pianeta venisse distrutto. Pur continuando a sorreggere la minaccia celeste, cadde nel sonno, ma fu poi risvegliato da Lunafreya. Da sempre oggetto di particolare devozione, ancora oggi la popolazione gli tributa immensa gratitudine.

### Leviatano
Abissale dea che dopo la Guerra dei tempi cadde nel sollo nella baia di Celluna, dove fu poi risvegliata da Lunafreya. Arcigna e altera, dimostra di essere superiore a qualsiasi distinzione e categoria.

### Ifrit
Ardente dio che dominò sull’antica civiltà di Solheim e fece conoscere il fuoco all’umanità. Vittima della Guerra dei tempi, fece ritorno racchiudendo in sé la piaga che lo rende simile ai daemon. A essere divorato dalle tenebre non è solo il suo corpo, ma anche la sua anima.

### Ramuh
Tonante dio che dopo la Guerra dei tempi cadde in un lungo sonno sull’isola di Angelgard, dove fu poi risvegliato da Lunafreya. Conoscitore delle leggi dell’universo, si serve della potenza del tuono per condannare chiunque possa nuocere al pianeta.

### Shiva
Glaciale dea che insieme agli altri Siderei garantiva l’unità di Eos. Risvegliatasi dal lungo sonno nella valle di Ghorovas, dimezzò l’esercito di Niflheim, ma cadde poi vittima della vendetta imperiale. Contrapposta all’Ardente Ifrit, la sua dolcezza infinita si esprime nella comprensione che dimostra nei confronti dell’animo umano.

### Bahamut
Belligerante dio che, unico tra i Siderei, non scivolò nel sonno dopo la Guerra dei tempi, causa della caduta di Ifrit e della scomparsa di un’intera civiltà. Profondamente legato alla Casa reale di Lucis, attende l’avvento del vero Re riponendo in lui la speranza che il destino si compia.

## Doppiaggio
| Personaggio              | Voce giapponese    | Voce americana       |
| ------------------------ | ------------------ | -------------------- |
| Noctis Lucis Caelum      | Tatsuhisa Suzuki   | Ray Chase            |
| Gladiolus Amicitia       | Kenta Miyake       | Chris Parson         |
| Ignis Scientia           | Mamoru Miyano      | Adam Croasdell       |
| Prompto Argentum         | Tetsuya Kakihara   | Robbie Daymond       |
| Regis Lucis Caelum CXIII | Tsutomu Isobe      | Jim Pirri            |
| Lunafreya Nox Fleuret    | Rina Kitagawa      | Amy Shiels           |
| Noctis (giovane)         | Miyuki Satou       | Hyrum Hansen         |
| Lunafreya (giovane)      | Rina Kitagawa      | Liliana Sage Chomsky |
| Prompto (giovane)        | Aki Kanada         | Griffin Burns        |
| Cor Leonis               | Hiroki Touchi      | Matt Mercer          |
| Ardyn Izunia             | Keiji Fujiwara     | Darin De Paul        |
| Gentiana / Shiva         | Sayaka Kinoshita   | Renee Faia           |
| Ravus Nox Fleuret        | Yuichi Nakamura    | Trevor Devall        |
| Aranea Highwind          | Miyuki Sawashiro   | Kari Wahlgren        |
| Iris Amicitia            | Megumi Han         | Eden Riegel          |
| Jared Hester             | Hiroshi Iwasaki    | Tony Amendola        |
| Talcott Hester           | Tomoyo Kurosawa    | Kyle Arem            |
| Talcott Hester (adulto)  | Ayumu Murase       | Josh Keaton          |
| Monica Elshett           | Yuka Nagayoshi     | Anna Vocino          |
| Cindy Aurum              | Yu Shimamura       | Erin Matthews        |
| Cid Sophiar              | Nobuyuki Katsube   | Jack Angel           |
| Navyth Arlund            | Minoru Kawai       | Patrick Seitz        |
| Holly Teulle             | Yuka Maruyama      | Julie Nathanson      |
| Vyv Dorden               | Taisuke Nishimura  | David Lodge          |
| Kimya Auburnbrie         | Yuko Inoue         | Amy Shiels           |
| Ezma Auburnbrie          | Yuko Inoue         | Amy Shiels           |
| Camelia Claustra         | Jun Karasawa       | Judith Flanagan      |
| Weskham Armaugh          | Takaya Kuroda      | Dave Fennoy          |
| Iedolas Aldercapt        | Shozo Iizuka       | Bob Joles            |
| Verstael Besithia        | Jin Urayama        | Steve Blum           |
| Caligo Ulldor            | Itaru Yamamoto     | Rick Zieff           |
| Loqi Tummelt             | Takashi Oohara     | Jason Spisak         |
| Biggs Callux             | Eiji Hanawa        | Fred Tantasciore     |
| Wedge Kincaid            | Kenji Nomura       | David Lodge          |
| Gilgamesh                | Kazuhiko Inoue     | Tom Taylorson        |
| Sarah                    | Sumire Uesaka      | Ashly Burch          |
| Libertus Ostium          | Mitsuaki Kanuka    | Liam Mulvey          |
| Jeanne Labreigh          | Kyoko Sakai        | Marisha Ray          |
| Titus Drautos            | Koichi Yamadera    | Matthew Waterson     |
| Somnus Lucis Caelum      | Daisuke Namikawa   | Zach Villa           |
| Aera Mirus Fleuret       | Saori Seto         | Julie Nathanson      |
| Clarus Amicitia          | Banjo Ginga        | John DeMita          |
| Titano                   | Kenichirou Matsuda | Ike Amadi            |
| Leviatano                | Urara Takano       | Candi Milo           |
| Ifrit                    | Yasuhiro Mamiya    | John Kassir          |
| Bahamut                  | Itaru Yamamoto     | David Lodge          |